# Bandeira do Ohio

Bandeira de Ohio.

Bandeira do governador,

A bandeira de Ohio foi adotada em 1902 e desenhada por John Eisenmann, para a Exposição Pan-Americana de 1901. O grande triângulo azul representa os vales e colinas de Ohio, e as faixas representam as estradas e as vias aquáticas. As dezessete estrelas simbolizam que Ohio foi o 17º estado admitido pela União. O círculo branco com seu interior vermelho não só representa a primeira letra do nome do estado, mas também seu cognome, "the Buckeye State" (em português "O estado do Buckeye").
Desenhada por John Eisemann, arquiteto e designer do estado de Ohio para a Comissão da Exposição Panamericana, esta é a única bandeira estadual estadunidense não retangular e uma das duas únicas bandeiras civis oficiais não retangulares, no mesmo nível ou acima, do mundo – a outra é a bandeira do Nepal. Seu desenho lembra as bandeiras de cavalarias da Guerra Civil Americana e da Guerra Hispano-Americana.

## Curiosidades
A bandeira forma a base do logo da equipe de hóquei no gelo de Columbus, capital de Ohio: Columbus Blue Jackets.
É a única bandeira estadual norte-americana que não possui formato quadrangular.